# Бахревский, Владислав Анатольевич
Владисла́в Анато́льевич Бахре́вский (род. 15 августа 1936, Воронеж) — русский советский писатель и поэт, автор исторических романов и книг для детей. Заслуженный деятель искусств Автономной Республики Крым (2002), Лауреат Патриаршей премии (2024).

## Биография
Родился в семье студента Воронежского СХИ, впоследствии лесничего. Семья много переезжала по стране — Горьковская область, Рязанщина. С 1948 по 1975 год жил в Орехово-Зуеве. Учился на литературном факультете Педагогического института (ОЗПИ), руководил созданным им литературным кружком, а впоследствии возглавлял Орехово-Зуевское литературное объединение. После окончания института в конце 1950-х годов несколько месяцев работал в с. Сакмара Оренбургской области в районной газете «Путь к коммунизму» (сейчас «Самарские вести»).
С 1975 по 1986 год В. А. Бахревский жил в г. Евпатория Крымской области. Много путешествовал по стране: бывал в Сибири, на Камчатке, Сахалине, в Карелии, на Алтае, в Туркмении, Киргизии и многих других местах, собирая материал для своих книг. Работал корреспондентом районной газеты, сотрудничал в «Литературной газете», печатался в детских периодических изданиях «Пионерская правда», «Пионер», «Мурзилка» и многих других.

## Семья
1 Жена Елена Бахревская
2 Жена Ольга Воробьева-Бахревская
- Дети:
  - Леонид (род. 1968) — востоковед-тюрколог, выпускник СПбГУ.
  - Евгений (род. 1969) — кандидат филологических наук, заместитель директора Российского НИИ культурного и природного наследия[1].

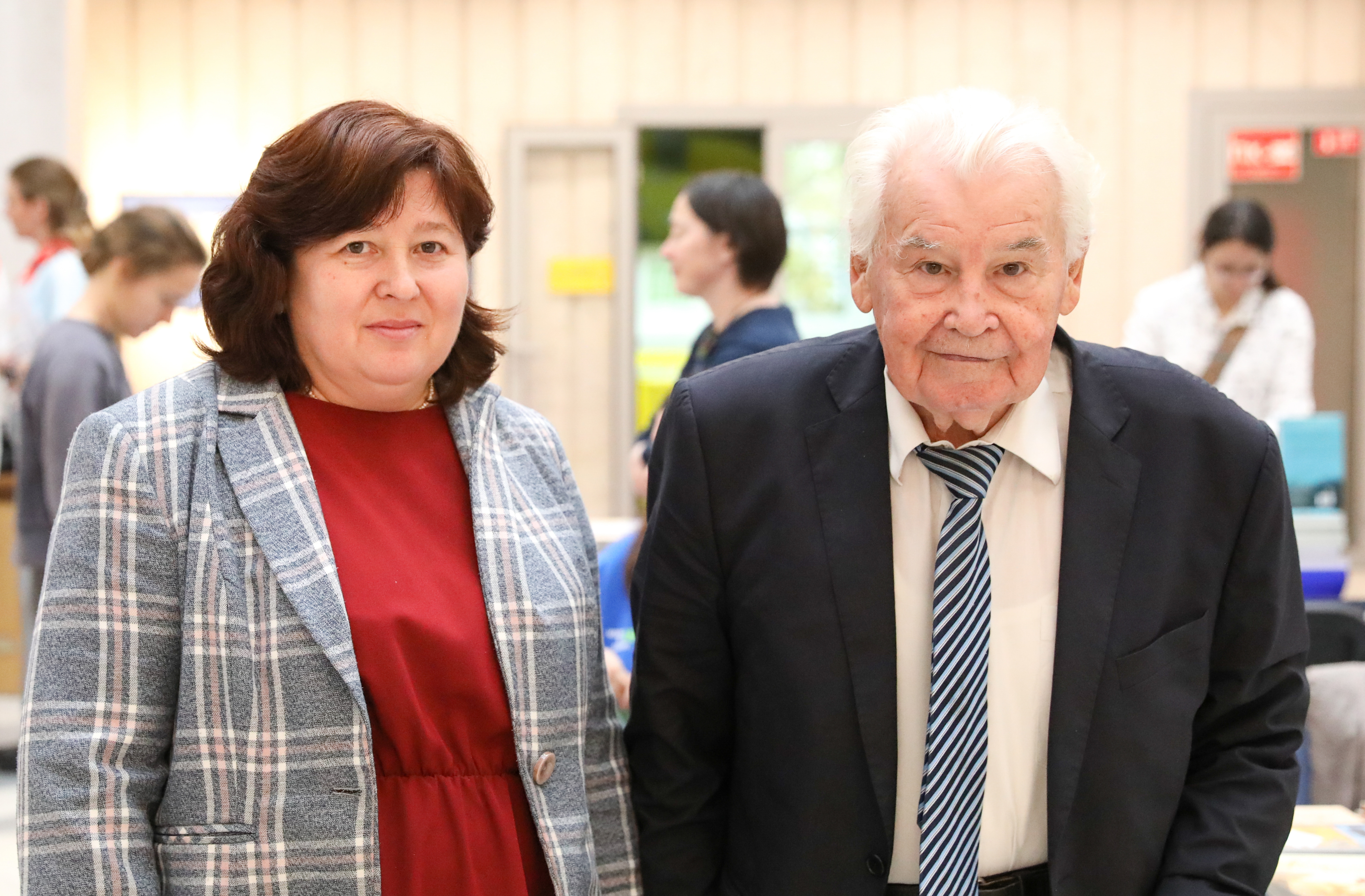
Ольга Воробьева-Бахревская и Владислав Бахревский в Российской государственной детской библиотеке

## Творчество
В 1960 году вышла первая повесть писателя — «Мальчик с Весёлого». В 1967 году Бахревский был принят в Союз писателей СССР. За годы литературного труда им создано более ста книг как для взрослых, так и для детей  : повести о военном и послевоенном детстве, исторические романы, рассказы, сказки, миниатюры, стихотворения, переводы, биографические книги из серии ЖЗЛ («Виктор Васнецов», 1989; «Савва Мамонтов»). Многие из них переведены на иностранные языки и изданы за рубежом.
Писатель принимает активное участие в творческой и общественной жизни, является членом жюри различных литературных конкурсов, часто выступает перед читательской аудиторией.

## Произведения
1. Бахревский, В. А. Мальчик с Весёлого. — Москва : Детгиз, 1961.
2. Бахревский, В. А. Гай, улица Пионерская : рассказы и очерки — Москва : Детгиз, 1962.
3. Бахревский, В. А. Культяпые олени. — Москва : Детская литература, 1964. — 110 с. — [Хранится в РГБ]
4. Бахревский, В. А. Пулисангинское ущелье : рассказы / В. А. Бахревский ; художник Т. Горб-Заливаха. — Москва : Детская литература, 1965. — 96 с. — [Хранится в РГБ].
5. Бахревский, В. А. Светка : повесть / В. А. Бахревский ; художник О. Коровин. — Москва : Детская литература, 1965. — 64 с. — [Хранится в РГБ].
6. Бахревский, В. А. Хранительница меридиана : [сборник] / В. А. Бахревский ; художник В. Носков. — Москва : Молодая гвардия, 1965. — 224 с. — (Ровесник).
7. Бахревский, В. А. Хождение встречь солнцу : историческая повесть : [о Семене Дежневе] / Владислав Бахревский ; рис. Н. Воробьёва. — Москва : Молодая гвардия, 1967. — 205 с. — (Пионер — значит первый. Вып. 3).
8. Бахревский, В. А. Ты, Россия моя! О нашей Родине, а также о Гренаде и красивой планете Венере / В. А. Бахревский, Г. М. Цыферов ; рис. И. Кошкарева. — Москва : Детская литература, 1968. — 79 с.
9. Бахревский, В. А. Кружка силы. (О среднеазиатских республиках) / В. А. Бахревский. — Москва : Детская литература, 1969. — 112 с.
10. Бахревский, В. А. Дюжина / В. А. Бахревский ; художник С. Остров. — Москва : Молодая гвардия, 1969. — 271 с.
11. Бахревский, В. А. Лошадиная поляна : стихи / В. А. Бахревский ; художник А. Пушкарев. — Москва : Детская литература, 1970. — 95 с.
12. Бахревский, В. А. Клад атамана : историческая повесть / В. А. Бахревский ; художник Ю. Иванов. — Москва : Молодая гвардия, 1971. — 223 с.
13. Бахревский, В. А. Дорогое солнце : рассказы / В. А. Бахревский ; художник С. Калачёв. — Москва : Советский Россия, 1972. — 87 с.
14. Бахревский, В. А. Сполошный колокол : исторический роман / В. А. Бахревский / художник Ю. Иванов. — Москва : Детская литература, 1972. — 238 с.
15. Бахревский, В. А. Земляника : миниатюры, рассказы, стихи, сказки / В. Бахревский / художник А. Пушкарёв. — Москва : Детская литература, 1975. — 94 с.
16. Бахревский, В. А. Морозовская стачка : историческая повесть / В. А. Бахревский ; художник И. Незнайкин. — Москва : Детская литература, 1976. — 176 с.
17. Бахревский, В. А. Елизавета Ефимовна : очерк [о Герое Социалистического Труда Е. Е. Курчижкиной] / Владислав Бахревский. — Москва : Моск. рабочий, 1976. — 48 с. : ил., портр.; — (Герои наших дней).
18. Бахревский, В. А. Анвар и большая страна : рассказы / В. А. Бахревский ; художник Е. Медведев. — Москва : Детская литература, 1977. — 64 с.
19. Бахревский, В. А. Свадьбы : роман / В. Бахревский ; художник Ю. Иванов. — Москва : Молодая гвардия, 1977. — 528 с.
20. Бахревский, В. А. Кто как любит маму :  рассказы / В. А. Бахревский ; художник В. Трубкович. — Москва : Детская литература, 1979. — 24 с.
21. Бахревский, В. А. Голубые луга : повесть / Владислав Бахревский. — Симферополь : Таврия, 1981. — 256 с.
22. Бахревский, В. А. Сказка о Пичвуччине и мальчике Онно : сказка / Владислав Бахревский. — Москва. Детская литература, 1981. — 16 с.
23. Бахревский, В. А. Дядюшка Шорох и Шуршавы : рассказы и сказка / В. А. Бахревский ; художник Г Вальк. — Москва : Детская литература, 1982. — 109 с.
24. Бахревский, В. А. Шахыр : повесть / В. А. Бахревский ; — Ашгабад : Магарыф, 1983. — 188 с.
25. Бахревский, В. А. Гетман Войска Запорожского : роман : о Богдане Хмельницком / В. А. Бахревский ; автор послесловия В. И. Буганов ; художник С. Бойко. — Москва : Детская литература, 1984. — 272 с.
26. Бахревский, В. А. Глаза ночи : повесть / Вл. Бахревский ; художник С. Остров. — Москва : Детская литература, 1984. — 47 с.
27. Бахревский, В. А. Тишайший : исторический роман / В. А. Бахревский ; художник Е. И. Коган. — Москва : Советский писатель, 1984. — 352 с.
28. Бахревский, В. А. Футбол : повести, рассказы, миниатюры, стихи / В. А. Бахревский ; художник А. Веркау. — Москва : Детская литература, 1984. — 239 с.
29. Бахревский, В. А. Аллергия : повести, рассказы / В. А. Бахревский. — Москва : Молодая гвардия, 1985. — 294 с.
30. Бахревский, В. А. Василько и Василий : рассказ / В. А. Бахревский ; художник М. Майофис. — Москва : Малыш, 1986. — 32 с. : ил. — (Страницы истории нашей Родины).
31. Бахревский, В. А. Лицо : повести и рассказы / Владислав Бахревский ; [художник Ю. В. Иванов]. — Симферополь : Таврия, 1986. — 304 с.
32. Бахревский, В. А. Мальчик из поднебесья: рассказ / В. А. Бахревский ; художник В. Кульков. — Москва : Детская литература, 1984. — 24 с.
33. Бахревский, В. А. Вертолётчики : рассказы / В. А. Бахревский ; художник В. Трубкович. — Москва : Малыш, 1987. — 28 с.
35. Бахревский, В. А. Никон : роман / Владислав Бахревский ; [художник Е. Капустин]. — Москва : Советский писатель, 1988. — 398 с.
36. Бахревский, В. А. Агей : повесть с двумя предисловиями, но без конца / Владислав Бахревский ; [художник Б. Тржемецкий]. — Москва : Детская литература, 1988. — 79 с.
37. Бахревский, В. А. Почему Луна улыбается : сказка / В. А. Бахревский ; художник А. Аземша. — Москва : Малыш, 1988. — 46 с.
38. Бахревский, В. А. Избранное : повести / В. А. Бахревский ; — Москва : Молодая гвардия, 1988.
39. Бахревский, В. А. Виктор Васнецов / В. А. Бахревский. — Москва : Молодая гвардия, 1989. — 368 с.
40. Бахревский, В. А. Жемчужина окатная / В. А. Бахревский ; художник А. Куманьков. — Москва : Малыш, 1989. — 30 с.
41. Бахревский, В. А. Солдат Орешек : сказка / В. А. Бахревский ; художник Д. Санджиев. — Москва : Детская литература, 1989. — 44 с.
42. Бахревский, В. А. Ждите нас волшебниками : сказка / В. А. Бахревский ;  — Москва : Детская литература, 1989.
43. Бахревский, В. А. Лебяжьи острова : рассказы о Крыме / Владислав Бахревский. художник В. В. Бунь. — Симферополь : Таврия, 1989. — 48 с.
44. Бахревский, В. А. Страна тринадцатого месяца : повесть : [из истории Эфиопии XIX в. / В. А. Бахревский ; предисл. С. Б. Чернецов ; художник К. Безбородов. — Москва : Детская литература, 1989. — 252 с.
45. Бахревский, В. А. Арсюша и другие шестилеточки : повесть / В. А. Бахревский ; художник И. Н. Глазов. — Москва : Малыш, 1990. — 46 с.
46. Бахревский, В. А. Долгий путь к себе : роман : [о Борисе Хмельницком] / В. А. Бахревский. — Москва : Современник : Совместное советско-сирийское предприятие «Lexica», 1991. — 748 с.
47. Бахревский, В. А. Ждите нас волшебниками : рассказы / В. А. Бахревский ; художник Т. В. Прибыловская. — Москва : Детская литература, 1991. — 124 с.
48. Бахревский, В. А. Солдат Орешек : сказка / Владислав Бахревский] ; художник Д. Санджиев. — Москва : НПК «Имидж» ; Творческая мастерская «Кредо», 1992. — 47 с. : ил.
49. Бахревский, В. А. И светом чудным озарены : рассказы о святых в Земле Российской просиявших / Владислав Бахревский ; художник А. Аземша. — Москва : Малыш, 1994. — 79 с. : ил. — (Страницы истории нашей Родины).
50. Бахревский, В. А. Лопотунья : скороговорки для детей / [В. Бахревский ; худож. В. Дугин]. — Москва : СТ «Самоцвет», Б. г. (1995). — [15] с. : ил.
51. Бахревский, В. А. Смута : ист. роман / В. Бахревский ; [художник Ю. В. Иванов]. — Москва : АРМАДА, 1996. — 623 с.
52. Бахревский, В. А. Золотые к сердечку ключи : стихи / Владислав Бахревский. — [Орехово-Зуево], [1996]. — 334 с.
53. Бахревский, В. А. Аввакум : роман / Владислав Бахревский ; [рисунки Г. Юдина]. — Москва : Армада, 1997. — 570 с.
54. Бахревский, В. А. Страстотерпцы : роман / В. Бахревский ; [рис. Ю. В. Иванова]. — Москва : Армада, 1997. — 566 с.
55. Бахревский, В. А. Ярополк : роман : [о Ярополке I Святославиче] / Владислав Бахревский. — Москва : Армада, 1997. — 460 с.
56. Бахревский, В. А. Савва Мамонтов / Владислав Бахревский. — Москва : Молодая гвардия, 2000. — 513 с. : ил. – (Жизнь замечательных людей).
57. Бахревский, В. А. Столп : роман / Владислав Бахревский. — Москва : Центрполиграф, 2001. — 621 с.
58. Бахревский, В. А. Святейший патриарх Тихон : роман / Владислав Бахревский. — Москва : Центрполиграф, 2001. — 796 с.
59. Бахревский, В. А. Василий Иванович Шуйский, всея Руси самодержец / В. А. Бахревский. Маринка-безбожница / П. Н. Полевой : ист. Романы : [в помощь обучению студентов гуманитар. вузов]. — Москва : АСТ : Астрель, 2002. — 511 с.
60. Бахревский, В. А. Спасатели амазонок / Владислав Бахревский. — Москва : Астрель : АСТ, 2002. — 187 c. : ил. — (Живая история).
61. Бахревский, В. А. Детские сны : сборник стихотворений / В. А. Бахревский ; ред. Е. Неволина ; художник Т. Корчемкина. — Москва : Олма-Пресс Экслибрис, 2003. — 8 с.
62. Бахревский, В. А. Сказки о братцах-ёжиках и других малышах : сказки / В. А. Бахревский ; художник А. С. Шильникова. — Москва : Издательство храма святой мученицы Татианы, 2003. — 8 с.
63. Бахревский, В. А. Лопотунья : скороговорки / В. А. Бахревский ; ред. Е. Неволина ; художник Т. Корчемкина. — Москва : Олма-Пресс Экслибрис, 2003. — 8 с.
64. Бахревский, В. А. Поле жизни Альберта Лиханова : сборник / В. А. Бахревский [и др.]. — Москва : Детство. Отрочество. Юность, 2005. — 207 с.
65. Бахревский, В. А. Молитва отрока Силуяна : сказки и новеллы / В. А. Бахревский. — Москва, издатетельство храма святой мученицы Татианы, 2005. — 64 с.
66. Бахревский, В. А. Дулево = Dulevo / [текст: В. А. Бахревский]. — Москва : Московские учебники, 2006. — 95 с. : ил. — (Секреты старых мастеров).
67. Бахревский, В. А. Золотой голосок : стихи / В. А. Бахревский ; художник Е. Бокова. — Москва : Алтей, 2007. — 6 с. (Книжки-Малышки).
68. Бахревский, В. А. Тёмный Спас / В. А. Бахревский. — Калуга : Золотая аллея, 2007. — 175 с.
69. Бахревский, В. А. Голубые луга : повести / В. А. Бахревский ;  — Оренбург : Оренбургская книга, 2007. — 511 с.
70. Бахревский, В. А. Вербилки = Verbilki / [автор текста : В. А. Бахревский]. — Москва : Московские учебники, 2007. — 71 c. : ил. — (Секреты старых мастеров). — Текст парал. англ.
71. Бахревский, В. А. Светличка : [сказка] / В. А. Бахревский ; [художник Е. Голомазова]. — Москва : Изд. Совет Русской Православной Церкви, 2008 — 16 с. : ил. — (Книжки маленького Ёжика).
72. Бахревский, В. А. Чудеса за порожком / Владислав Бахревский ; художник Наталья Иванищева. — Москва : Чтение для русских детей [и др.], 2008 — 136 с. : ил.
73. Бахревский, В. А. С моего крылечка — речка : повесть / Владислав Бахревский. — Москва : Изд. Совет Русской Православной Церкви, 2008 — 216 с. : ил.
74. Бахревский, В. А. От Маковца до Сторожи : повесть о преподобных Савве Сторожевском и его учителе Сергии Радонежском / Владислав Бахревский. — Москва : Изд. отд. Саввино-Сторожевского ставропигиального мужского монастыря, 2008. — 232 с.
75. Бахревский, В. А. В стране Шаxа — владыки Чёрныx и Белыx полей : повести, рассказы / Владислав Бахревский. — Москва : АСТ : Астрель, 2008 — 187 с. — (Любимое чтение).
76. Бахревский, В. А. Златоборье / Владислав Бахревский. — Москва : Московия, 2008. — 294 с.
77. Бахревский, В. А. Никон ; Разбойник Кудеяр : исторические романы / Владислав Бахревский. — Москва : ACT [и др.], 2009. — 541 с.
78. Бахревский, В. А. Героическая азбука / Владислав Бахревский. — [Москва] : Московия, 2009. — 232 с.
79. Бахревский, В. А. Бородинское поле : роман ; Хождение встречь солнцу : повесть / Владислав Бахревский. — Москва : Изд-во РАГС, 2009. — 383 с.
80. Бахревский, В. А. Детство Патриарха : детские годы святителя Тихона Московского / Владислав Бахревский. — Москва : Приход храма св. Духа сошествия, 2009. — 128 с.
81.  Бахревский, В. А. Детство Баяна : [история о загадочном мире славянских волхвов] / Владислав Бахревский ; художник Александр Чаузов. — Москва : Белый город, 2010. — 63 с. : ил. — (Исторический роман).
82. Бахревский, В. А. Тишайший. Аввакум. Никон : повести / В. А. Бахревский ;  — Москва : АСТ Астрель, 2010. — 1020 с.
83. Бахревский, В. А. Повелитель Пампы / В. А. Бахревский ; художник Е. Наливкина. — Оренбург : Усадьба, 2010. — 93 с.
84. Бахревский, В. А. Солнышко — в окошко, радости — в лукошко / В. Бахревский ; [художник М. Емельянова]. — Москва : Алтей, 2011. — [10] c., включая обложку : ил.
85. Бахревский, В. А. Преподобный Иосиф Волоцкий: [роман] / Владислав Бахревский — Москва : Издательский отдел Патриархии, 2012. — 390 с.
86. Бахревский, В. А. У Бога смерти нет : [стихи] / Владислав Бахревский — Москва : ООО  Блок-информ-экспресс, 2012 — 96 с.
87. Бахревский, В. А. Люба Украина. Долгий путь к себе : [исторический роман] / Владислав Бахревский. — Москва : АСТ, 2014. — 797 с.
88. Бахревский, В. А. Начало Украины. Долгий путь к себе : [исторический роман] / Владислав Бахревский. — Москва : АСТ, 2015. — 319 с. — (АИФ. Исторический роман. Все тайны истории).
89. Бахревский, В. А. Легенды родного края : [эпопея-сказка] / Владислав Бахревский. — ГАУ МО Издательство Подмосковье, 2015. — том 1 303 с.
90. Бахревский, В. А. Легенды родного края : [эпопея-сказка] / Владислав Бахревский. — ГАУ МО Издательство Подмосковье, 2015. — том 2 303 с.
91. Бахревский, В. А. Дивные истории города Сударушкина / Владислав Бахревский ; ил. Анны Гошко. — Москва : ОКТОПУС, 2016. — 79 c. : ил.
92. Бахревский, В. А. Дядюшка Шорох и шуршавы : рассказы и сказка / Владислав Бахревский ; рис. Г. Валька. — Москва : Детская литература, 2016 — 135 с. : ил. — (Наша марка).
93. Бахревский, В. А. Неволшебные превращения одного мальчика, или Из детства в дедство : [сборник] / [В. Бахревский и др.]. — Москва : Детство. Отрочество. Юность, 2015 — 136 с. : ил.
94. Бахревский, В. А. Царская карусель Война с Кутузовым / Владислав Бахревский : [роман] / Владислав Бахревский. — Москва : Вече, 2019. — 431 с. — (Россия державная).
95. Бахревский, В. А. Фонтан «Три кита» / Владислав Бахревский ; иллюстрации Виктора Чижикова. — Москва : Эксмо, #эксмодетство, 2016 — 54 с. : ил. — (Книги — мои друзья).
96. Бахревский, В. А. Ты плыви ко мне против течения : повести и рассказы / Владислав Бахревский ; художник Н. Курбанова. — Москва : Детская литература, 2017 — 365 с. : ил., портр. — (Школьная библиотека).
97. Бахревский, В. А. Арсюша и другие шестилеточки : [повесть] / Владислав Бахревский ; рисунки И. Глазова. — Москва : Стрекоза, 2017 — 47 с. : ил.
98. Бахревский, В. А. Рождество Твое, Христе Боже наш : рассказ, стихи / Владислав Бахревский. —Москва : Издательство Московской Патриархии Русской Православной Церкви, 2019 — 14 с. : ил.
99. Бахревский, В. А. Страстотерпцы : роман / Владислав Бахревский. — Москва : Вече, 2019 — 607 с. — (Духовная проза).
100. Бахревский, В. А. Времена года : стихи / Владислав Бахревский. — Москва : Издательство Московской Патриархии Русской Православной Церкви, 2019 — 32 с. : ил.
101. Бахревский, В. А. Тимош и Роксанда / Владислав Бахревский — Москва : Вече, 2020 — 479 с. — (Россия державная).
102. Бахревский, В. А. Непобеждённые : Герои Людиновского подполья в годы Великой Отечественной войны / Владислав Бахревский. — 3-е изд., стер. — Москва : Издательство Московской Патриархии Русской Православной Церкви : Синодальный отд. религиозного образования и катехизации Русской Православной Церкви, 2020 — 478 с. : ил., портр. — (Номинанты Патриаршей литературной премии). — К 75-летию Победы в Великой Отечественной войне.
103. Бахревский, В. А. Гетман Войска Запорожского : [роман] / Владислав Бахревский — Москва : Вече, 2019 — 447 с. — (Россия Державная).
104. Бахревский, В. А. Боярыня Морозова : [роман] / Владислав Бахревский — Москва : Вече, 2019 — 511 с. — (Духовная проза).
105. Бахревский, В. А. Царская карусель. Мундир и фрак Жуковского : [роман] / Владислав Бахревский — Москва : Вече, 2019 — 415 с. — (Россия Державная).
106. Бахревский, В. А. Царская карусель. Война с Кутузовым : [роман] / Владислав Бахревский — Москва : Вече, 2019 — 431 с. — (Россия Державная).
107. Бахревский, В. А. Василий Шуйский, всея Руси самодержец : роман / В. А. Бахревский — Москва : Вече, 2020 — 382 с. : портр. — (Всемирная история в романах).
108. Бахревский, В. А. Мишкины сказки / Владислав Бахревский;  — Москва : Алтей, 2020. — 64 с. : ил.
109. Бахревский, В. А. Златоборье / Владислав Бахревский; художник А. Фадеева. — Москва : Волчок, 2020. — 175 с.
110. Бахревский, В. А. Долгий путь к Богу: [роман] / Владислав Бахревский — Москва : Вече, 2020. — 542 с.
111. Бахревский, В. А. Искания на Святой горе: [роман] / Владислав Бахревский — Москва : Вече, 2020. — 384 с.
112. Бахревский, В. А. Тимошины чудеса. Зима: [повесть] / Владислав Бахревский; рисунки Анна Подивилова. — Москва : Издательский отдел Патриархии, 2023. — 334 с.
- Пересказы: «Тофаларские сказки», «Саларские сказки», «Уйгурские сказки», «Хлеб из Джугары» (туркменские), «Царь-обжора», «Галкан-батыр».
- Переводы повестей и рассказы Каюма Тангрыкулиева: «Верблюд и мальчик», «Колодец два тополя», «Песчаная буря», «Волшебницы», «Имена», «Ранняя птаха».
- Муса Джангазиев: «Там, где тёплый синий Иссык-Куль»,  «Теплота» и другие.
- Публицистика: «Быть русскими дана нам воля».
- ЖЗЛ: «Виктор Васнецов», «Савва Мамонтов».
- Пьесы: «Голодный поход», «Лицо», «Утаённый царь».

По книгам Бахревского снят фильм «Раскол» — 20 серий, режиссёр Досталь. (Имя автора указано в самом конце, после шофёров).

## Награды
- Пушкинская премия за заслуги в области художественной литературы.
- Награды Союза писателей России.
- «Заслуженный деятель искусств Автономной Республики Крым» (2002)[2].
- Лауреат литературной премии имени Александра Грина.
- Лауреат премии имени В. П. Крапивина.
- Премия Александра Невского.
- Номинант Патриаршей литературной премии в 2012 году[3].
- Лауреат литературной премии журнала «Север».
- Лауреат Патриаршей литературной премии имени святых равноапостольных Кирилла и Мефодия (2024)[4].